# هنري موريل (سياسي)
هنري موريل هو سياسي كندي، ولد في 21 يوليو 1867، وتوفي في 1934. حزبياً، نشط في حزب أونتاريو المحافظ التقدمي. وقد انتخب عضو برلمان مقاطعة أونتاريو.